# Pawlo Charytonenko

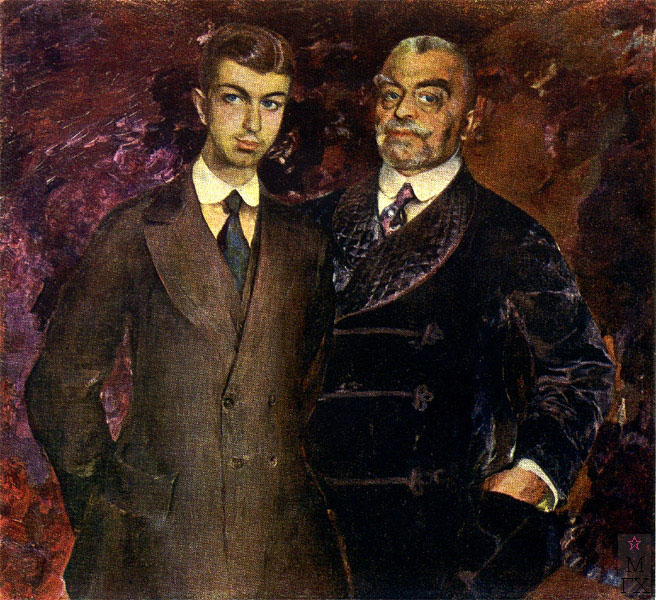
Pawlo Charytonenko (rechts) mit seinem Sohn Iwan (Filipp Andrejewitsch Maljawin, 1911)

Pawlo Iwanowytsch Charytonenko (ukrainisch Павло Іванович Харитоненко Pawlo Iwanowytsch Charytonenko, russisch Павел Иванович Харитоненко Pawel Iwanowitsch Charitonenko; * 24. Dezember 1852jul. / 5. Januar 1853greg. in Sumy; † 1914 in Nataljewka, Rajon Krasnokutsk, Gouvernement Charkow) war ein ukrainisch-russischer Unternehmer, Zuckerfabrikant und Mäzen.

## Leben
Charytonenko, einziger Sohn des Zuckerfabrikanten Iwan Charytonenko, wurde bereits frühzeitig von seinem Vater in die Geschäftsführung des Familienunternehmens aufgenommen, zu dem Rübenzuckerfabriken, eine Zuckerraffinerie und Forstwirtschaftsbetriebe gehörten mit Zentralkontor in Sumy. Charytonenko modernisierte die Betriebe  und erweiterte das Unternehmen durch Kauf von Ländereien und weiteren Betrieben in Katschaniwka. Er war Mitglied der russischen Zuckerfabrikantenverbände und Vizepräsident der Gesellschaft der Zuckerfabrikanten. Er beteiligte sich an vielen Unternehmen, so dass er auch die Gesellschaft für den Bau der Eisenbahn von Belgorod nach Sumy und die Sumy-Maschinenbau-Werkstätten leitete. 1907 wurde die Pawlow-Raffinerie in Sumy durch einen Brand zerstört. 1914 gründete er das nationale Raffineriesyndikat. 1914 hatte das Unternehmen einen Wert von 60 Millionen Rubel und bei der Staatsbank die höchste Kreditlinie von 9 Millionen Rubel.

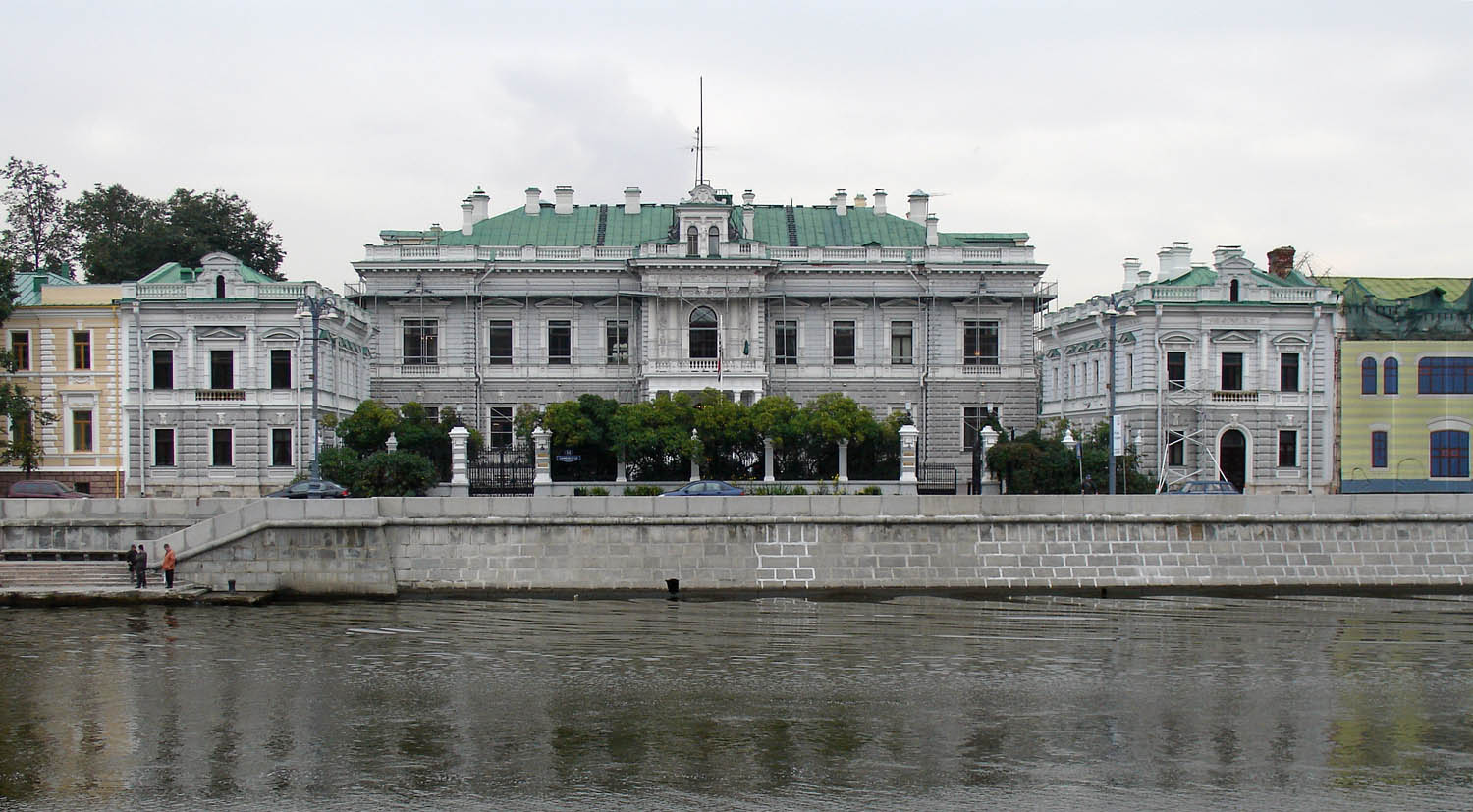
Charytonenko-Haus, Sofiskaja Nabereschnaja 14, Moskau

Charytonenko war einer der bedeutendsten Mäzene Russlands. Er gründete eine der größten russischen Gemäldesammlungen und leitete die Moskauer Abteilung der Russischen Musikgesellschaft. Er finanzierte in Kiew das Bohdan-Chmelnyzkyj-Denkmal. In Sumy finanzierte er 1899 mit einer halben Million Rubel das Gebäude für ein neues Kadettenkorps, aus dem 1918 die Sumyer Artilleriehochschule wurde, sowie eine Brücke über die Sumka. Er spendete für Bildungseinrichtungen und Kirchen und gab ukrainischen Studenten am Moskauer Konservatorium Stipendien. Er war Ehrenmitglied der St. Petersburger Akademie der Künste und erster Vorsitzender der Gesellschaft der Freunde des Rumjanzew-Museums. Er wurde zum Wirklichen Staatsrat (4. Rangklasse) ernannt und in den erblichen Adel aufgenommen.

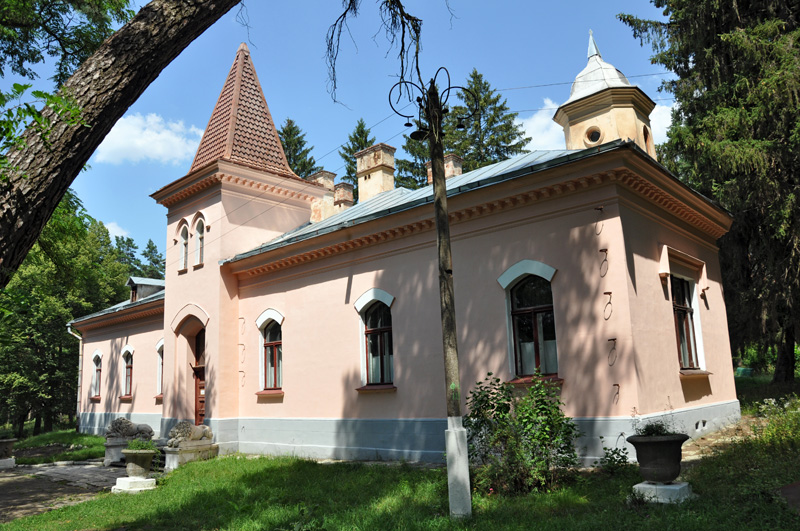
Herrenhaus Nataljewka

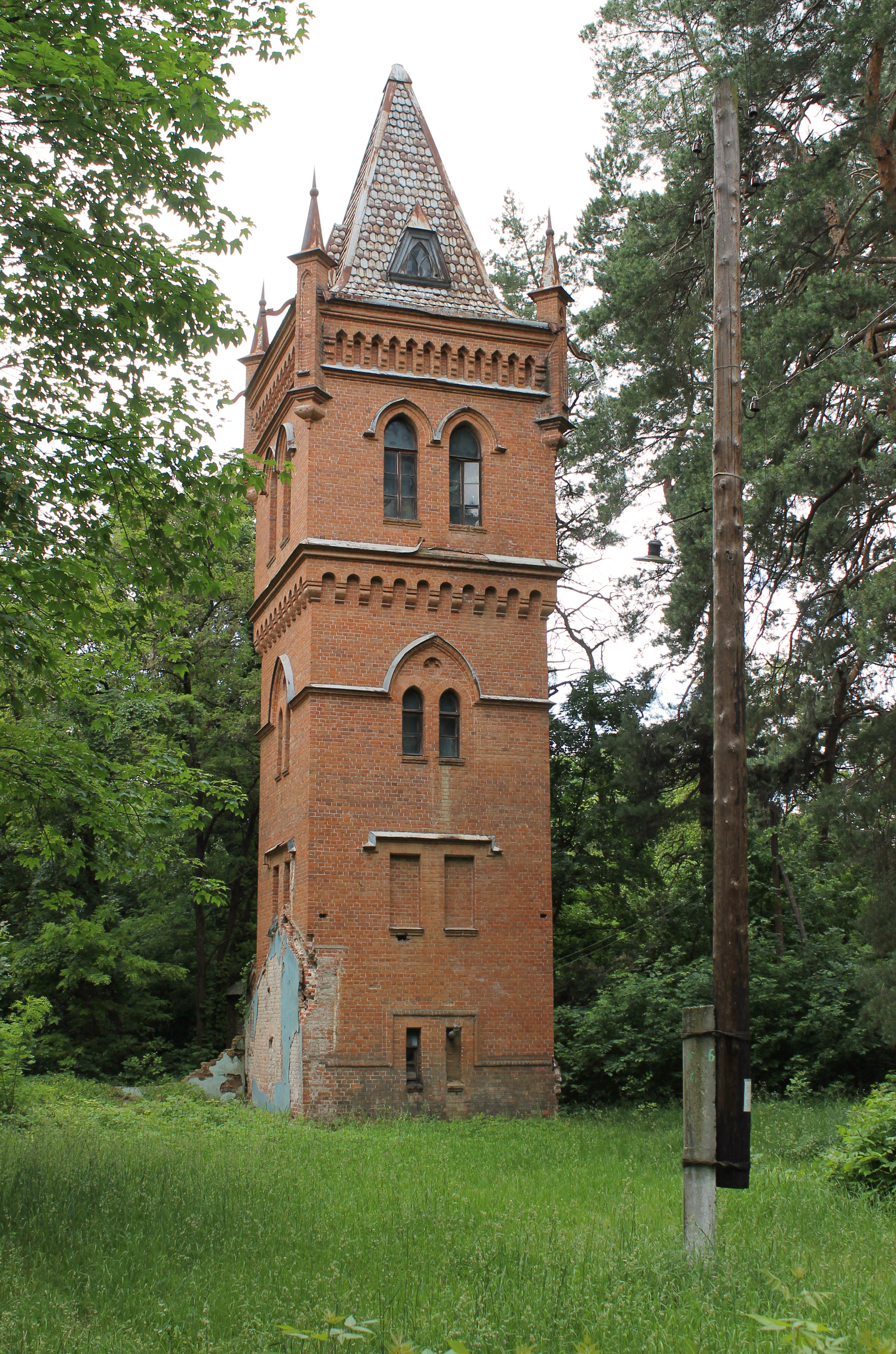
Wasserturm Nataljewka

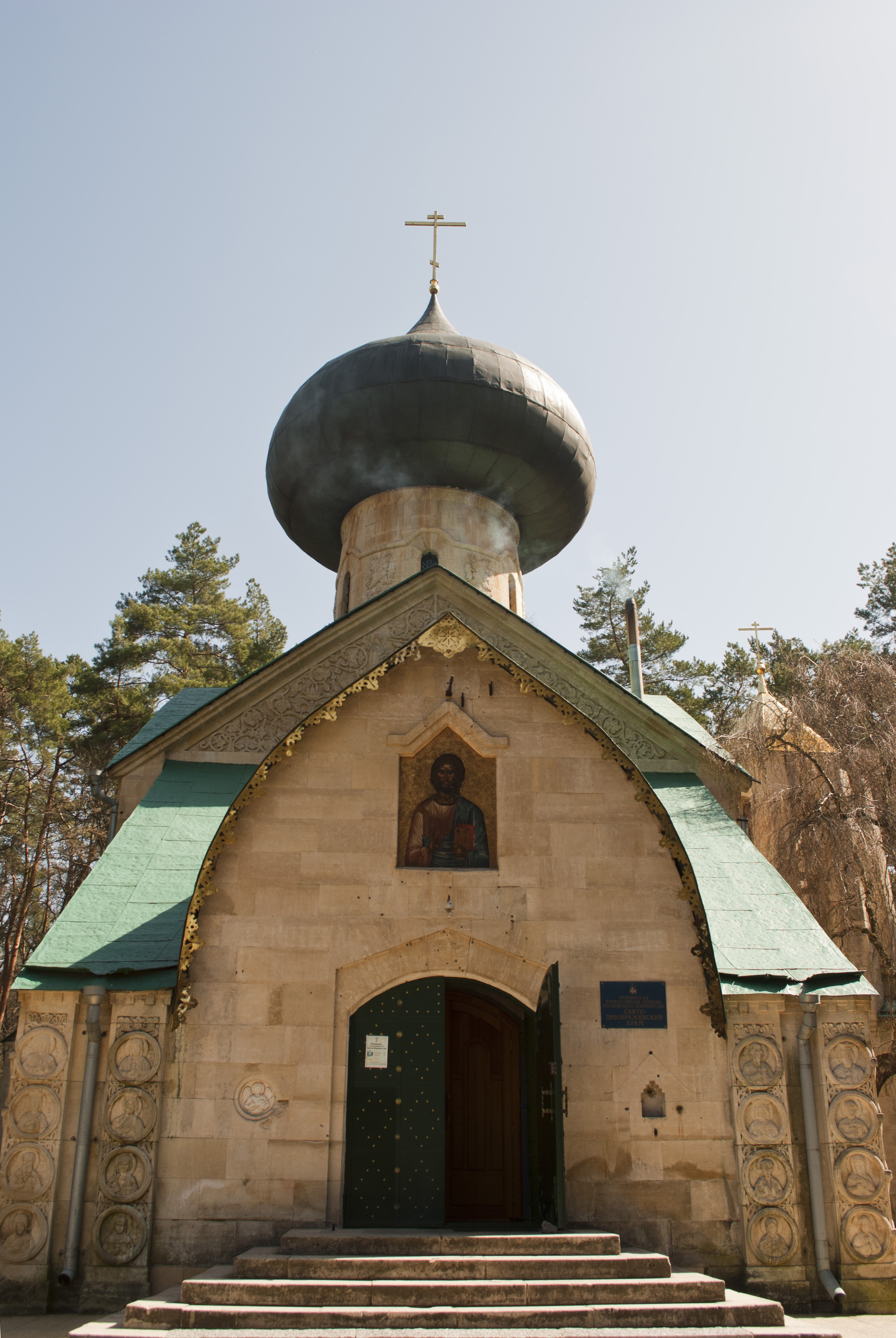
Erlöser-Verklärungs-Kirche, Nataljewka

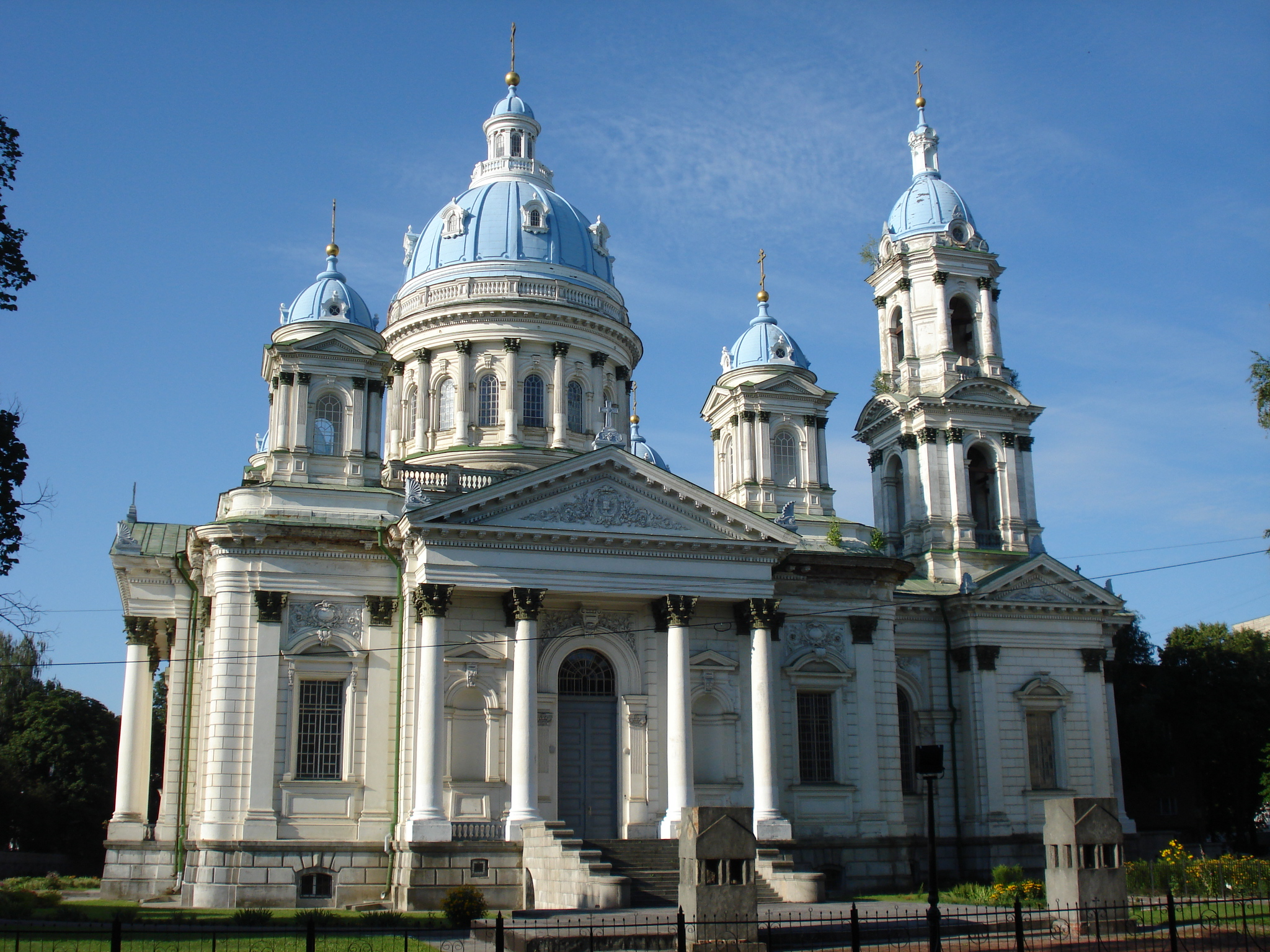
Dreifaltigkeitskathedrale, Sumy

Charytonenko lebte überwiegend in Moskau. Sein Haus an der Sofiskaja Nabereschnaja 14 (jetzt Botschaft des Vereinigten Königreichs) baute der Architekt Wassili Gerassimowitsch Salesski 1891–1893, während das Innere 1911 von Fjodor Ossipowitsch Schechtel gestaltet wurde. 1911–1913 ließ sich Charytonenko auf dem väterlichen Landsitz nach dem Projekt von Alexei Wiktorowitsch Schtschussew das neue Herrenhaus Nataljewka bauen. Das Schmuckstück des Landsitzes wurde  die Erlöser-Verklärungs-Kirche, die nach Schtschussews Plänen von Alexei Michailowitsch Ruchljadew gebaut und als Ikonenmuseum eingerichtet wurde. Alexander Terentjewitsch Matwejew, Sergei Timofejewitsch Konjonkow, Alexander Iwanowitsch Sawinow und Iwan Gawrilowitsch Blinow übernahmen die Innenausstattung, während das Mosaik an der Eingangswand nach einer Zeichnung von Nicholas Roerich ausgeführt wurde. Charytonenko finanzierte noch den 1901 begonnenen Bau der Dreifaltigkeitskathedrale in Sumy nach den Plänen des örtlichen Architekten Carl Scholz und das Projekt für den Mosaikfußboden von Alexei Wiktorowitsch Schtschussew. Charytonenkos Tod unterbrach den Bau. Nach dem  Ersten Weltkrieg und dem  Russischen Bürgerkrieg wurde das Gebäude als Museum und Haus der Orgelmusik genutzt, Erst 1996 wurde ein Teil der Kathedrale für die Gläubigen geöffnet.
Charitonenko wurde seinem Wunsch gemäß in Sumy auf dem Friedhof an der Peter-und-Paul-Kirche neben seinem Vater begraben.

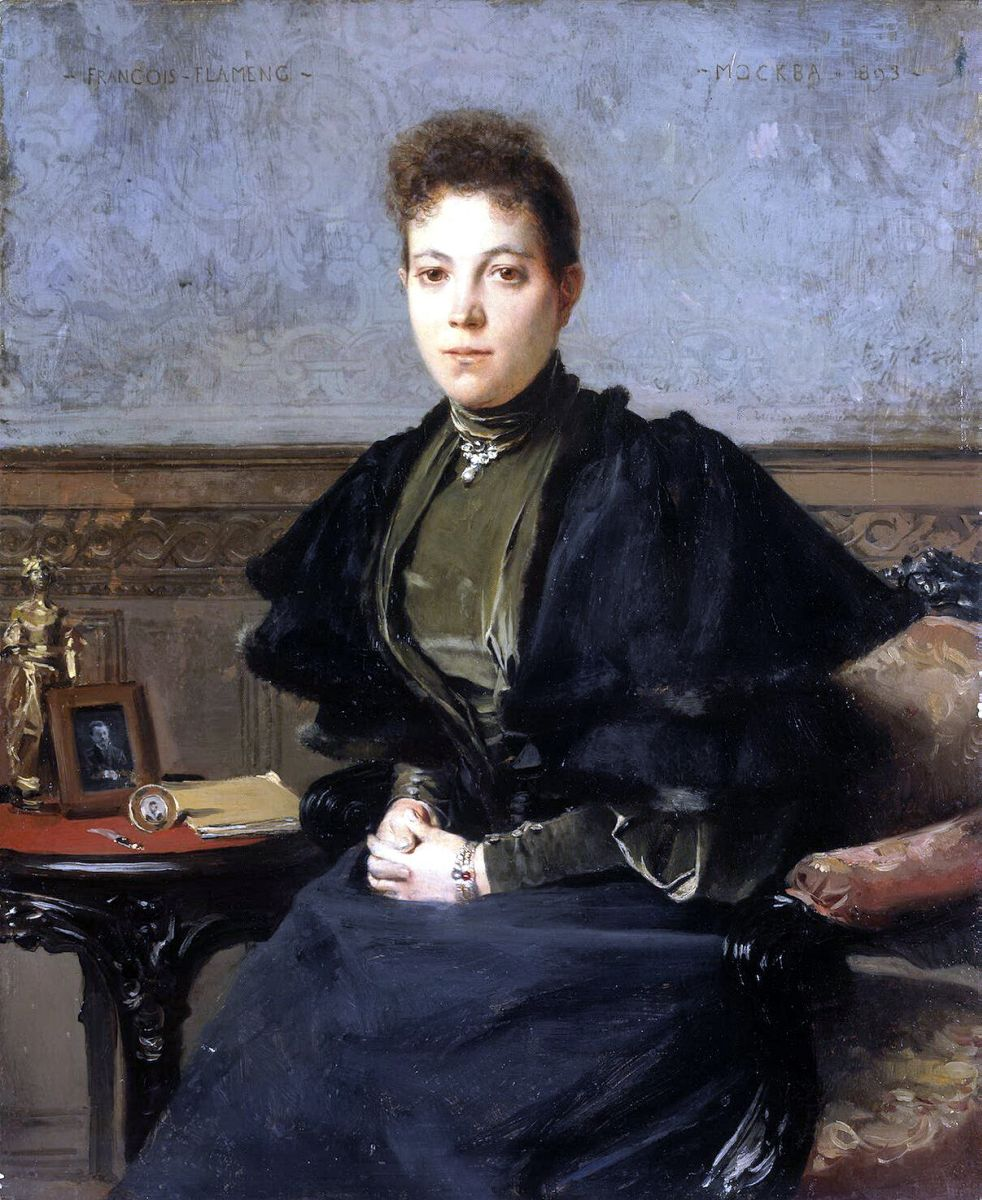
Wera Andrejewna Charitonenko (François Flameng, 1893, Eremitage, St. Petersburg)

Charitonenkos Witwe Wera Andrejewna geborene Bakejewna (1859–1923), eine Adlige aus Kursk, führte nach dem Tode ihres Mannes das Unternehmen bis  zur Oktoberrevolution, als sie enteignet wurde. Sie verließ dann mit ihren Töchtern Jelena und Natalja und ihrem Sohn Iwan Moskau, um sich in der Ukraine auf ihrem Landsitz Nataljewka niederzulassen. 1918 emigrierte sie mit den Kindern nach Frankreich. Ihr Sohn Iwan starb 1926 oder 1927 in München durch Suizid. Charitonenkos Gemäldesammlung wurde 1922–1925 auf die Tretjakow-Galerie und das Rumjanzew-Museum bzw. dann das Puschkin-Museum aufgeteilt.